# The Angels' Share
The Angels' Share is een Schotse dramafilm uit 2012 geregisseerd door Ken Loach.

## Verhaal
Het verhaal speelt zich af in Glasgow. Robbie is een gewelddadige jonge crimineel die, nadat hij vader geworden is, besluit zijn leven op het rechte pad te brengen. Gelukkig ontloopt hij een gevangenisstraf. Samen met enkele andere jongeren krijgt hij een aantal uren gemeenschapsdienst opgelegd. Ze hebben geluk met hun begripvolle toezichthouder. Op een dag neemt deze hen mee voor een bezoek aan een whiskydestilleerderij. Daar ontdekt Robbie dat hij een verfijnde neus heeft voor het proeven van whisky. Hij krijgt een idee dat zijn leven gaat veranderen.

## Rolverdeling
| Acteur          | Personage            |
| --------------- | -------------------- |
| Paul Brannigan  | Robbie               |
| John Henshaw    | Harry                |
| Gary Maitland   | Albert               |
| Jasmin Riggins  | Mo                   |
| William Ruane   | Rhino                |
| Roger Allam     | Thaddeus             |
| David Goodall   | Dobie                |
| Siobhan Reilly  | Leonie               |
| Roderick Cowie  | Anthony              |
| Scott Kyle      | Clancy               |
| Alison McGinnes | Anthony's moeder     |
| Ford Kiernan    | Treinstationomroeper |